# Michał (prawosławny patriarcha Antiochii)
Michał – chalcedoński patriarcha Antiochii w latach 879–890.